# GT 64: Championship Edition
GT 64: Championship Edition (City Tour Grand Prix: Zen Nihon GT Senshuken no Japão) é um jogo de corrida lançado em 1998 para o Nintendo 64. O jogo foi desenvolvido por Imagineer e editado por Ocean Software.